# Шевченко Ольга Іванівна
Ольга Іванівна Шевченко (Олешко) (1941 — ?) — українська радянська діячка, новатор сільськогосподарського виробництва, доярка племінного заводу «Тростянець» Ічнянського району Чернігівської області. Герой Соціалістичної Праці (22.03.1966). Депутат Верховної Ради УРСР 7-го скликання.

## Біографія
Народилася у селянській родині Івана Олешка.
З 1960-х років — доярка племінного заводу «Тростянець» смт. Тростянець Ічнянського району Чернігівської області. Досягала високих надоїв молока.
Член КПРС.
Потім — на пенсії у селищі Тростянець Ічнянського району Чернігівської області

## Нагороди
- Герой Соціалістичної Праці (22.03.1966)
- орден Леніна (22.03.1966)
- ордени
- медалі